# Bancolombia Open 2008
Il Bancolombia Open 2008 è stato un torneo di tennis facente parte della categoria ATP Challenger Series nell'ambito dell'ATP Challenger Series 2008. Il torneo si è giocato a Bogotà in Colombia dal 3 al 9 marzo 2008 su campi in terra rossa e aveva un montepremi di $125 000+H.

## Vincitori

### Singolare
Marcos Daniel ha battuto in finale  Iván Navarro con il punteggio di 6–3 1–6 6–3

### Doppio
Brian Dabul /  Ramón Delgado hanno battuto in finale  Thomaz Bellucci /  Bruno Soares con il punteggio di 7–6 6–4